# Зарян, Костан
Костан Зарян (арм. Կոստան Զարեան, настоящее имя — Константин (Констандин) Егиазарянц; 8 февраля 1885, Шемаха, Елизаветпольская губерния, Российская империя — 11 декабря 1969, Ереван, Армянская Советская Социалистическая Республика, СССР ) — армянский поэт, прозаик, политический и общественный деятель.

## Биография

### Ранние годы
Родился в «глубоко христианской семье». Сын генерала царской армии Хачатура Егиазарянца. Лишившись отца в самом раннем детстве, родственниками был разлучён с матерью и передан на попечение в русскую семью. Учился в русской гимназии в Баку, потом во французской школе в Париже. С начала XX века учился во французском лицее Парижа. После его окончания в 1905 году едет в Бельгию и поступает в Брюссельском свободном университете в Брюсселе, где изучает литературу и философию. В 1908 году за связь с большевиками Зарян был арестован в Мюнхене и брошен в камеру смертников. Ректор университета Гийом Дегреф поехал в Германию и прилагал большие усилия для его освобождения, обращаясь к пользующимся там авторитетом в Европе выдающимся людям с рекомендательными письмами от Эмиля Верхарна. В 1909 году, выйдя из тюрьмы, Костан Зарян возвращается в Бельгию для продолжения учёбы и участия в литературной и культурной жизни страны, его произведения появляются на французском языке в бельгийских журналах «Le Thyrse» и «La Société Nouvelle».
Первые стихи Зарян писал на русском языке. Они в основном были опубликованы в русском журнале «Радуга», издававшемся в Женеве. Начиная с 1910 года переводы его стихотворений и эссе из бельгийских газет и журналов печатались в армянской прессе.
9/22 августа 1910 года константинопольский армянский еженедельник «Азатамарт» печатает в переводе с французского взятую из бельгийского журнала «La Société Nouvelle» одну из статей Заряна, а через месяц извещает своих читателей о его прибытии в Константинополь (ныне Стамбул) из Бельгии. Молодой начинающий писатель, прибывший из Европы, уже будучи известным местной интеллигенции, немедленно оказывается в фокусе литературной и культурной жизни местных армян и берётся за самые различные предприятия. Всё написанное им в эти годы он предпочитал публиковать в «Азатамарте». Помимо переведённых на армянский язык изначально франкоязычных эссе и стихотворений в прозе, публикует также две обширные теоретические статьи «Новейшие тенденции в литературе — символизм и классицизм» и «Художественная выставка в Константинополе».
Решив изучить язык своих предков по указанию Верхарна, в 1910 году Зарян направился в Венецию, где три года изучал армянский язык у мхитаристов на острове Сан-Ладзаро-дельи-Армени, изучая как классический, так и современный армянский языки.
В 1913 году Зарян снова уехал в Константинополь, где вместе с Грантом Назарянцем написал и опубликовал литературное послание-кредо «Воля безумцев», адресованное молодым армянским писателям.
В 1914 году совместно с Даниэлем Варужанон, Кегам Парсегян и Акоп Ошакан основал журнал «Мехьян», сыгравшее значительную роль в формировании новой армянской литературы. Издание журнала прекратилось с началом Первой мировой войны, а геноцид армян в 1915 году забрал жизни Варужана и Парсегяна.

### Покидание Турции. Жизнь в Европе
Заряну с семьёй удалось бежать в Болгарию на дипломатическом поезде и в октябре 1914 года он оказывается в Софии, позже переезжает в Красно село, где , как и в Софии, у него гостит Иоганнес Лепсиус.
Покинув Болгарию, Зарян едет в Салоники, а оттуда в Италию — Бари, Неаполь и, наконец, Рим, где развёртывает литературную и общественную деятельность. В 1915 в Риме пишет одно из наиболее крупных своих литературных произведений — «Три песни», одновременно на армянском и французском языках. «Три песни» — это три своеобразные поэмы, объединённые в одно целое.
В 1916 году (по другим данным — в 1915) футуристический ежемесячник «L’Erotica», издаваемый в Специи, посвятил отдельный выпуск Армении и опубликовал «Три песни» в переводе с французского писателя Джованни Алессандро Россо (Rosso, 1888—1917). В 1920 году (по другим данным — в 1916) «Три песни» вышли отдельной книгой в серии «Писатели Италии и мира» в издательстве «Карабба» («G.Carabba») и были высоко оценены критикой. Композитор Отторино Респиги написал лирические композиции для оркестра, фортепиано и голоса на этот текст, что сделало Заряна известным в итальянских литературных кругах: живя во Флоренции на вилле Бёклина, пожизненно предоставленной ему мэрией города, он общался с писателями Винченцо Кардарелли (1887–1959), Филиппо Томмазо Маринетти, Джованни Папини, Лучио Д'Амбра (1880–1939), Соффичи, Арденго и историком Гульельмо Ферреро, с которыми в течение жизни сохранял дружеские отношения. Также стал дружен с Антоном Джулио Брагалья, Энрико Прамполини и другими.
В связи с публикацией своих поэм Зарян получал поздравления и напутственные слова от Рабиндраната Тагора, Мигеля де Унамуно и других известных писателей. Газета «Il Popolo d’Italia» писала: «Среди выпущенных за последние годы книг «Три песни» — самая ценная. Народ, имеющий таких поэтов, достоин стать хозяином своей судьбы», а поэтесса Ада Негри отмечала, что «в поэме есть куски, достигающие божественной красоты, и надо быть признательным автору за сделанный человечеству подарок».
В 1917 году по инициативе поэта во Флоренции была создана ассоциация «Про-Армения» («Pro Armenia»). Зарян выступал с публичными лекциями, посвящёнными искусству, Армении, армянскому народу и геноциду армян, которые широко освещались в прессе. Добился аудиенции у папы Бенедикта XV, которому рассказал о геноциде армян. Папа направил послание к султану Мехмеду V с просьбой о милосердии к армянам, а в консистории 6 декабря 1915 года выразил публичный протест против массовых убийств армян турками.

### Кавказ и возвращение в Турцию
Летом 1919 года Зарян в качестве специального корреспондента итальянских газет «Il Secolo», «Il Messaggero» и «Il Nuovo Giornale» командировался на Кавказ, писал аналитические статьи по политике и серию репортажей под общим названием «Письма с Кавказа» о хаосе Гражданской войны, политическом положении Анатолии, распространённых настроениях в Константинополе, походе А. И. Деникина. Тогда же впервые приезжает в республику Армения.
Стал членом Российской социал-демократической партии, лично познакомился с Владимиром Лениным, от которого в 1907 году получил рекомендательное письмо к Ж. К. Гюисмансу для поступления в Брюссельский университет. После 1909 года был политическим эмигрантом в Европе, поскольку царское правительство, по доходившим до него сообщениям, запретило его возвращение на Кавказ из-за его революционной деятельности, провёл полтора года в немецкой тюрьме (1907-08). Опубликовал несколько стихотворений на русском языке в революционном журнале «Радуга», публиковал также прозу, стихи и критические очерки на французском языке. Рассказывая об этом периоде своей жизни, Зарян очень критично отзывался о Ленине из-за его оценок армянской интеллигенции.
Был дружен с поэтами, художниками и общественными деятелями, среди них — Гийом Аполлинер, Пабло Пикассо, Георгий Плеханов, Джузеппе Унгаретти, Луи-Фердинанд Селин, Поль Элюар.
Переехав в Стамбул, который был тогда самым главным культурным центром армянской диаспоры, продолжил часто наезжать в Венецию; и во время такой поездки, покидая Стамбул в 1912 году, на корабле встретил свою будущую жену Такухи (Рэйчел) Шахназарян. Они поженились 4 декабря 1912 года в Венеции, а через два месяца вернулись в Стамбул.
В конце 1921 года (по другим данным — в 1922 году) Зарян вернулся в Константинополь, где вместе с Ваганом Текеяном, Акопом Ошаканом, Шааном Ртеосом Перперяном и Кегамом Кавафяном издавал литературный журнал «Бардзраванк». «Бардзраванк», как и «Мехьян», просуществовал недолго. Опубликовал сборник стихов «Корона дней» (Стамбул, 1922).

### Переезд в Армению. Покидание Армении
В 1920 году, в год провозглашения Социалистической Советской Республики Армения, Зарян вернулся во Флоренцию. Но осенью 1922 года вместе с семьёй поехал в советскую Армению и обосновался в Ереване. Преподавал в Ереванском государственном университете историю европейской литературы. Эссе «Эмиль Верхарн» стало первой его работой, напечатанной в Ереване. Писал автобиографический документально-философский роман «Странник и его путь» на армянском языке.
Разочарованный советским строем, 1924 году вновь уехал с семьёй за границу и много ездил по Италии, Франции, США и странам Ближнего Востока. Это был очень насыщенный творческий период жизни писателя, печатались его крупные художественные произведения. Из-за границы посылал статьи в Армению, которые публиковались в газете «Хорурдаин Айастан» («Советская Армения»). Переживая тяжёлые дни, в Париже основывает журнал по литературе и искусству под названием «Вавилонская башня». В работах этого журнала приняли участие или изъявили готовность участвовать такие деятели как Рабиндранат Тагор, Пабло Пикассо, Мигель де Унамуно, Фернан Леже, Николае Йорга и другие. По финансовым причинам после второго номера журнал перестал существовать.
В 1926 году едет в Нидерланды по приглашению архитектора Мааса прочесть несколько лекций об армянской поэзии и искусстве, а также на тему «Запад — Восток». Изначально запланированные три лекции превратились в цикл лекций, продлившийся на месяцы. Лекции освещались голландской и армянской прессой. Зарян сотрудничал с бостонским армянским журналом «Айреник», в котором несколько лет печатались его крупные художественные произведения — романы «Странник и его путь», «Запад», «Города», «Рабкооп и кости мамонта», «Испания», «Соединенные Штаты Америки», а в газете «Айреник» — ряд статей, очерков и эссе по разным культурным вопросам.
По отчётам итальянской политической полиции, в 1928–1929 годах Зарян жил с семьёй в Венеции, сотрудничал с болонской газетой «Il Resto del Carlino» и поддерживал тесные контакты с венецианскими мхитаристами. В 1934 году был корреспондентом итальянских журналов «L’Esame» и «L’Ambrosiano» в Испании, где у него зародилась мысль написать книгу «Страны и Боги» в 3 частях (книгах), посвящённую культуре и религии Испании, США и Армении. В 1935–1939 годах были опубликованы «Испания» (написана в 1934-1936 годах) и «Америка». О существовании книги «В Армении» (или «Армения») до сих пор ничего не известно (либо она была написана, но по каким-то причинам не опубликована, либо написана не была). Архив писателя недоступен, поэтому невозможно сказать что-либо определённое об этом. В жанровом смысле книги представляют собой необычное произведение, где путевые заметки чередуются с философскими и эстетическими размышлениями.
В 1936 году Зарян обосновался на Корфу, где основал литературно-философский центр, назвав группу и её участников «Средиземноморцы» (среди них — Стефан Спендер, Лоренс Даррелл и другие). В конце 1930-х годов часто бывал в Риме, где его сын Армен (1914–1994) учился на архитектурном факультете Римского университета. Политическая полиция следила ними, подозревая их в участии в антифашистской деятельности. В 1943 году в Бостоне опубликовал роман «Корабль на горе». В 1944–1946 годах читал курс всемирной литературы и арменистики в Колумбийском университете Нью-Йорка, где в 1946 году предпринял издание научного журнала «Armenian Quarterly», в котором активно участвовали видные учёные и деятели науки Анри Грегуар, Сирарпи Тер-Нерсесян, Джулиано Бонфанте и другие. В апреле того же года журнал Заряна совместно с Институтом восточной филологии, Институтом истории и журналом «Бюзандиа» организовал научный симпозиум, посвящённый византийско-славянским и восточным культурам, где с докладами выступили Карл Вейцман, Анри Грегуар, Роман Якобсон и другие. Зарян тоже выступил с докладом на французском языке.
Это время жизни писателя — долгий период частых переездов и путешествий, во время которых он пишет дневник «Наватомар» («Корабельный журнал»). Дневник принимает разнообразный вид и форму — путевые заметки, записные книжки, размышления, раздумья и т.п. В 1948 году он печатает свои «Римские дневники». В 1949 году «профессор Института азиатских проблем Нью-Йорка, известный армянский писатель Костан Зарян» поехал в Нидерланды по приглашению французского университета Амстердама. В декабре 1950 года в «Айреник» печатает большой отрывок из «Наватомара» — «Голландский дневник». В октябре 1951 года Зарян переезжает в Бейрут, где в Американском университете читает лекции об архитектуре, жанрах искусства, философии и особенно истории армянской философии и основывает кафедру армянской культуры.

### Возвращение в Армению
В июле 1960 года во время своей американской поездки Католикос Всех Армян Вазген I встречается с Заряном (который в то время жил в Калифорнии и читал лекции по истории литературы и философии в университете Беркли) и делает ему официальное предложение о возвращении в Армению. В апреле 1961 года Зарян посещает советскую Армению, где проводит много встреч. 1962 году он снова вместе с семьёй переехал в Ереван и работал в Музее литературы и искусства (1962–1969). После возвращения Заряна в Ереване был переиздан его знаменитый роман «Корабль на горе» в искажённом виде. Публикация вызвала оживлённое обсуждение за рубежом. Было опубликовано много высказываний, статей и даже отдельная книга, в которой сравнивались страницы из бостонского и ереванского изданий. Согласно дневниковым записям Заряна, это издание сильно расстроило его.
В 1968 году Зарян пишет автобиографическое эссе «О писателе, месте и времени» по заказу московского журнала «Дружба народов», которое будет издано посмертно.
Преподавал историю армянской культуры в Колумбийском университете и редактировал англоязычное периодическое издание The Armenian Quarterly (1946), которое вышло только дважды, но стало первым арменоведческим журналом в Соединённых Штатах. Опубликовал статьи Тер-Нерсесяна, Анри Грегуара, Бонфанте, Мариетты Шагинян. В 1952-1954 годах преподавал историю искусств в Американском университете в Бейруте (Ливан). Преподавал также в Беркли.
Умер в Ереване (по другим сведениям — находясь на лечении в Прибалтике) 11 декабря 1969 года.
Литературное наследие Заряна — это сотни стихотворений, поэм, романов, новелл, рассказов, драматических произведений, статей и эссе (его эпистолярное наследие ещё не опубликовано).

## Семья
Семья Заряна тесно связана с Италией. Сын Армен стал известным архитектором, работал в Риме, а в 1960-е годы занимался исследованием религиозной армянской архитектуры. Результатом исследования стали множество книг «Документы об армянской архитектуре» (итал. Documenti di architettura armena. Milano: Oemme edizioni), изданные с конца 1980-х годов в Милане на итальянском и армянском языках. Дочь Нварт (1917, Флоренция – 2005, Санта-Маринелла около Рима), знаменитый скульптор, училась во Флоренции и участвовала в движении итальянского Сопротивления.
31 августа 1934 года женился второй раз на американской художнице Фрэнсис Брукс.
У него осталось трое детей от первого брака, Вахе, Армен и Неварт, и сын от второго брака Ованес.